# Orthosia
Orthosia је велики род ноћних лептира (мољаца) из породице совица (лат. Noctuidae).

## Врсте
Од око 90 врста у свету, у Европи је потврђено присуство 11. У Србији је забележено присуство 8 врста, и то:
- O. incerta
- O. miniosa
- O. cerasi
- O. cruda
- O. populeti
- O. gracillis
- O. opima
- O. gothica

## Oпис
За врсте европског распрострањења заједничко је неколико особина: пролећни су летачи, те се најчешће срећу од марта до маја, насељавају претежно шумска станишта а гусеницу су најактавније у рано лето. Биљке хранитељке су најчешће врсте листопадног дрвећа, попут врбе, тополе, храста и слично. Иако су реалтивно честе, поједине врсте из рода показују тренд опадања бројности популација, услед губитка станишта, као што је случај са врстом Orthosia miniosa. Гусенице имају грађу тела типичну за совице, често су зеленог интегумента, нарочито у ранијим ларвеним ступњевима, и маркиране латерално тамнијим тоновима.